# Techniques de biologie moléculaire
Principales techniques utilisées couramment en biologie moléculaire :

## Électrophorèse
- Électrophorèse sur gel : cette technique permet de séparer des molécules en fonction de leur taille (appelée poids moléculaire) en les faisant migrer à travers un gel par application d'un champ électrique.  Le courant entraîne les molécules et les mailles du gel les freinent. Leur migration dépend donc à la fois de leur taille mais aussi de la concentration du gel; elles iront d'autant plus loin qu'elles sont de petite taille et le gel moins concentré. Cette technique peut être utilisée pour séparer de l'ADN, de l'ARN (gels d'agarose ou d'acrylamide) ou des protéines (gel d'acrylamide).
- Électrophorèse sur gel en gradient dénaturant.
- Électrophorèse capillaire : variante d'électrophorèse utilisée pour le séquençage de l'ADN.

## Manipulation d'ADN et d'ARN
- Extraction d'ADN

- Digestion enzymatique (restriction digest) : technique utilisant des enzymes de restriction pour couper spécifiquement une molécule d'ADN afin de la manipuler ou de la cloner.

- Minipréparation ou miniprep : technique permettant d'extraire de bactéries transformées une petite quantité d'ADN plasmidique.

En fonction de la quantité d'ADN souhaitée des midi-préparations ou des maxi-préparations sont également utilisées.
- Clonage : technique qui consiste à isoler un fragment d'ADN et à le multiplier à l'identique en l'« insérant » dans une molécule d'ADN « porteuse » appelée vecteur permettant son amplification et on obtient finalement une molecule d'adN recombinant

- Mutagenèse dirigée : techniques qui permettent de modifier de façon précise et ponctuelle des bases d'un génome.

### Amplification
- Réaction de polymérisation en chaine : Polymerase chain Reaction (PCR). Cette technique est utilisée pour amplifier de l'ADN, c’est-à-dire obtenir une grande quantité de copies d'une séquence nucléotidique donnée.

- La RT-PCR peut avoir deux sens distincts :
  - PCR en temps réel : Real time PCR.
  - Transcription inverse : reverse transcriptase PCR. Cette technique est la combinaison de la transcription inverse d'un ARN et d'une PCR et permettant de cloner la phase codante d'un gène ou de quantifier son taux de transcription (quantité d'ARN présente).

- Amplification aléatoire du polymorphisme de l'ADN : Random Amplification of Polymorphic DNA (RAPD). Technique d'amplification aléatoire permettant de comparer des ADN génomiques.

### Séquençage
Séquençage de l'ADN : technique permettant de définir l'ordre des nucléotides d'un fragment d'ADN plasmidique ou génomique.
Les différentes méthodes de séquençage :
- méthode chimique ou méthode de Maxam et Gilbert ;
- méthode enzymatique ou méthode de Sanger ;
- le pyroséquençage.

### Quantification
- Southern blotting : technique utilisant l'électrophorèse sur gel et permettant de détecter des séquences d'ADN particulières. Utilisée fréquemment en biologie moléculaire pour détecter le nombre de copies de transgènes insérées dans le génome d'une cellule ou d'un organisme génétiquement modifié.

- Northern blotting : technique dérivée du Southern blotting utilisée pour détecter et quantifier un type d'ARN donné.

### Autres
- Le marquage des acides nucléiques.
- Transformation génétique ou transgénèse : technique consistant à introduire un ou plusieurs gènes dans des cellules (par exemple végétales, animales, bactériennes) menant à la transmission du gène introduit, ou transgène, aux générations successives.
- Le polymorphisme de longueur des fragments de restriction (ou RFLP) : technique d'étude du polymorphisme génétique, à la base des « empreintes génétiques » et du « ribotypage ».
- L'hybridation fluorescente in-situ (en anglais Fluorescent in situ hybridization ou FISH)
- Simple hybride
- Double hybride
- PCA protein complementation assay

## Manipulation de protéines
- Western blotting : technique dérivée du Southern blotting utilisée pour détecter et quantifier un type de protéine donné.
- Séquençage des protéines : technique permettant de définir l'ordre des acides aminés d'une séquence polypeptidique.
- Méthode TAP ou TAP-TAG, technique de purification de complexes protéiques.